# Dickinson County (Michigan)
Dickinson County je okres ve státě Michigan v USA. K roku 2000 zde žilo 27 472 obyvatel. Správním městem okresu je Iron Mountain. Celková rozloha okresu činí 2 013 km².

## Sousední okresy
| Růžice kompasu |                      | Marquette County            |                  | Růžice kompasu |
| Růžice kompasu | Iron County          | Sever                       |                  | Růžice kompasu |
| Růžice kompasu | Iron County          | Dickinson County (Michigan) |                  | Růžice kompasu |
| Růžice kompasu | Iron County          | Jih                         |                  | Růžice kompasu |
| Růžice kompasu | Florence County (WI) | Marinette County (WI)       | Menominee County | Růžice kompasu |